# EyeToy
EyeToy是索尼PlayStation 2电子游戏机的一款官方附件，发售于2003年10月。配合专门开发的兼容游戏软件，Playstation 2能够使用计算机视觉和手势识别技术来处理由EyeToy捕获的图像。EyeToy游戏的原理主要是动作检测和颜色识别，其内置麦克风则能实现声音识别和录音等游戏功能。
EyeToy最初由羅技代工生产，后期版本由Namtai代工。EyeToy使用标准USB接口，除能用于游玩EyeToy游戏，由爱好者制作的非官方驱动程序使其能作为通用摄像头工作于普通个人电脑。EyeToy兼容PlayStation 3电子游戏机，并支持在PlayStation 3上进行視訊通話。截至2008年11月6日，EyeToy在全球已售出1050万台。
EyeToy的核心是美国Omnivision公司的OV519单片CMOS成像/处理方案。这种低成本方案有着良好的可靠性和可接受的图像质量。

## 历史
EyeToy于1999年由理查德·马克斯开发。1999年，理查德·马克斯参加了1999年于加州圣何塞举行的游戏开发者大会。感受到了PlayStation 2电子游戏机性能的强大。理查德·马克斯想通过一个廉价的计算机摄像头，利用PlayStation 2的超高计算能力实现计算机视觉和手势识别技术，将自然用户界面和混合现实运用于电子游戏。那年，他加入了索尼互動娛樂美国公司，并担任研发部门的特别项目经理。
马克斯的工作引起了当时索尼互動娛樂美国第三方关系和研究开发部门的副总裁裁菲尔·哈里森的注意。2000年，哈里森被提升索尼互動娛樂欧洲公司产品开发高级副总裁，不久之后，他就把马克斯带到该部门位于伦敦的总部，让马克斯向一些开发人员展示了这项技术。在演示过程中，马克斯与索尼互動娛樂Camden工作室（后来合并为索尼互動娛樂伦敦工作室）的Ron Festejo一起使用该技术开发了一个小游戏，这个游戏后来变成了《EyeToy：Play》。最初伦敦分部将这个项目称为Interactive Toy（互动玩具，简称iToy），后来被哈里森重新命名为EyeToy。EyeToy首次于2002年8月的PlayStation体验活动上向公众展示，在活动上同时演示了四款使用该技术的小游戏。
EyeToy原计划在欧洲销售，EyeToy在PlayStation体验活动上成功后，索尼互動娛樂日本和美国分部也决定计划于日本和北美销售。2003年7月4日，EyeToy与《EyeToy：Play》在欧洲捆绑开售。11月4日在北美开始销售。至2003年年底，EyeToy在欧洲的销量超过200万台，在美国的销量为40万台。2004年2月11日，EyeToy在日本上市。

## 设计
相机安装在枢轴上，便于旋转定位。通过旋转在镜头周围的一个可转动的环来对焦。它的前面有两个发光二极管灯。当PlayStation 2电源开启时，蓝色的灯就会亮起来，表明EyeToy已准备好使用。当房间里没有足够的光线时，红色的灯就会闪烁。EyeToy还内置一个麦克风。另一改进的型号的EyeToy也有类似的功能，但尺寸更小、外壳为银色。

## 用于个人计算机
EyeToy本质上是为PlayStation 2所设计的一个普通摄像头，且它使用的是USB 1.1协议和USB插头，所以相对能比较容易地让它在其他系统上工作。许多操作系统上都有能使EyeToy工作的驱动程序。Linux是唯一一个能直接支持EyeToy的操作系统。Namtai、罗技或索尼都没有为Microsoft Windows、麦金塔操作系统或Linux提供官方的EyeToy驱动程序。不同型号的EyeToy需要不同的驱动程序，EyeToy有三种不同的型号：
- SLEH-00030
- SLEH-00031
- SCEH-0004

型号信息可以在EyeToy底部的贴纸中找到。

## 游戏

### 为EyeToy设计的游戏
这些游戏必须使用EyeToy才能进行游玩，没有进行标注的游戏均为索尼发行制作。
- 2003
  - 《EyeToy: Play（英语：EyeToy: Play）》
  - 《EyeToy: Groove（英语：EyeToy: Groove）》
- 2004
  - 《Disney Move》（育碧)
  - 《EyeToy: Antigrav（英语：EyeToy: Antigrav）》
  - 《EyeToy: Monkey Mania（英语：EyeToy: Monkey Mania）》
  - 《EyeToy: Play 2（英语：EyeToy: Play 2）》
  - 《Nicktoons: Movin'（英语：Nicktoons: Movin'）》（THQ)
  - 《世嘉超级明星（英语：Sega SuperStars）》（世嘉)
  - 《U Move Super Sports》（科樂美)
  - 《EyeToy: FuriFuri Dance Tengoku》
- 2005
  - 《Clumsy Shumsy》（Phoenix游戏)
  - 《EyeToy: Chat（英语：EyeToy: Chat）》 - 与网络适配器一起使用的可视电话软件
  - 《EyeToy: EduKids》
  - 《EyeToy: Kinetic（英语：EyeToy: Kinetic）》
  - 《EyeToy: Operation Spy（英语：EyeToy: Operation Spy）》（在欧洲称为SpyToy）
  - 《EyeToy: Play 3（英语：EyeToy: Play 3）》
  - 《Yetisports Arctic Adventure》（JoWooD娱乐)
  - 《EyeToy: Tales》
  - 《EyeToy: EduKids》
- 2006
  - 《Eyetoy: Kinetic Combat》
  - 《Eyetoy: Play Sports》
  - 《Rhythmic Star》（南梦宫)
- 2007
  - 《建築師巴布》（Blast! Entertainment Ltd（英语：Mastertronic）)
  - 《EyeToy: Astro Zoo》
  - 《Thomas & Friends: A Day at the Races（英语：Thomas & Friends: A Day at the Races）》（Blast! Entertainment Ltd（英语：Mastertronic）)
- 2008
  - 《EyeToy Play: Hero》
  - 《EyeToy Play: PomPom Party》
- 没有被发行
  - 《EyeToy: Fight》

### 使用EyeToy增加游戏内容的游戏
这些游戏可以选择使用EyeToy。他们通常会在游戏光盘盒子上贴有“Enhanced with EyeToy”或“EyeToy Enhanced”标签。
- 《AFL Premiership 2005（英语：AFL Premiership 2005）》（IR Gurus（英语：Transmission Games）， 2005)
- 《AFL Premiership 2006（英语：AFL Premiership 2006）》（IR Gurus， 2006)
- 《AFL Premiership 2007（英语：AFL Premiership 2007）》（IR Gurus， 2007)
- 《AND 1 Streetball（英语：AND 1 Streetball）》
- 《Buzz! The Music Quiz（英语：Buzz! The Music Quiz）》（索尼， late 2005)
- 《Buzz! The Big Quiz（英语：Buzz! The Big Quiz）》（索尼， March 2006)
- 《CMT Presents: Karaoke Revolution Country（英语：CMT Presents: Karaoke Revolution Country）》
- 《Dance Dance Revolution Extreme（North America)（英语：Dance Dance Revolution Extreme（North America)）》（科樂美， 2004）– EyeToy小游戏，玩家可选择通过摄像头观看自己的舞蹈，增加了附加模式和两个摄像头目标。
- 《DDR Festival Dance Dance Revolution（英语：DDR Festival Dance Dance Revolution）》（科乐美， 2004）– EyeToy小游戏，玩家可选择通过摄像头观看自己的舞蹈，增加了附加模式和两个摄像头目标。
- 《Dancing Stage Fusion（英语：Dancing Stage Fusion）》（科乐美， 2004）– EyeToy小游戏，玩家可选择通过摄像头观看自己的舞蹈，增加了附加模式和两个摄像头目标。
- 《Dance Dance Revolution Extreme 2（英语：Dance Dance Revolution Extreme 2）》（科乐美， 2005）– EyeToy小游戏，玩家可选择通过摄像头观看自己的舞蹈，增加了附加模式和两个摄像头目标。
- 《Dancing Stage Max（英语：Dancing Stage Max）》（科乐美， 2005）– EyeToy小游戏，玩家可选择通过摄像头观看自己的舞蹈，增加了附加模式和两个摄像头目标。
- 《Dance Dance Revolution Strike（英语：Dance Dance Revolution Strike）》（科乐美， 2006）– EyeToy小游戏，玩家可选择通过摄像头观看自己的舞蹈，增加了附加模式和两个摄像头目标。
- 《Dance Dance Revolution SuperNova（North America)》（科乐美， 2006）– EyeToy小游戏，玩家可选择通过摄像头观看自己的舞蹈，增加了附加模式和两个摄像头目标。
- 《Dance Dance Revolution SuperNova》（科乐美， 2007）– EyeToy小游戏，玩家可选择通过摄像头观看自己的舞蹈，增加了附加模式和两个摄像头目标。
- 《Dancing Stage SuperNova（Europe)（英语：Dancing Stage SuperNova（Europe)）》（科乐美， 2007）– EyeToy小游戏，玩家可选择通过摄像头观看自己的舞蹈，增加了附加模式和两个摄像头目标。
- 《Dance Dance Revolution SuperNova 2（North America)》（科乐美， 2007）– EyeToy小游戏，玩家可选择通过摄像头观看自己的舞蹈，增加了附加模式和两个摄像头目标。
- 《Dance Dance Revolution SuperNova 2》（科乐美， 2008）– EyeToy小游戏，玩家可选择通过摄像头观看自己的舞蹈，增加了附加模式和两个摄像头目标。
- 《Dance Dance Revolution X（North America)（英语：Dance Dance Revolution X）》（科乐美， 2008）– EyeToy小游戏，玩家可选择通过摄像头观看自己的舞蹈，增加了附加模式和两个摄像头目标。
- 《Dance Dance Revolution X2（North America)（英语：Dance Dance Revolution X2（2009 video game)）》（科乐美， 2009）– EyeToy小游戏，玩家可选择通过摄像头观看自己的舞蹈，增加了附加模式和两个摄像头目标。
- 《Dance Factory（英语：Dance Factory（game)）》 – 玩家可选择通过摄像头观看自己的舞蹈，增加了附加模式和两个摄像头目标。
- 《DT Racer（英语：DT Racer）》（XS Games， 2005）– 用EyeToy拍照，作为游戏中驾照的照片。在驾驶中，能在车辆反光镜中看到玩家自己的倒影。
- 《Formula One 05（英语：Formula One 05）》（索尼， mid-2004)
- 《Flow: Urban Dance Uprising
- 《Gaelic Games: Football（英语：Gaelic Games: Football）》
- 《Get On Da Mic（英语：Get On Da Mic）》（史克威尔艾尼克斯欧洲， 2004）–玩家可以看到他们的表现
- 《Gretzky NHL 2005（英语：Gretzky NHL 2005）》
- 《哈利·波特与阿兹卡班的囚徒》（艺电， 2004）– 提供EyeToy小游戏
- 《成龙历险记》（Sony， 2004）– 提供EyeToy小游戏
- 《Karaoke Revolution Party（英语：Karaoke Revolution Party）》
- 《Karaoke Revolution Presents: American Idol》
- 《百戰小旅鼠》（Team17， 2006)
- 《L'eredità（英语：L'eredità）》（Milestone s.r.l， 2003）– 用于制作球员头像
- 《LittleBigPlanet（英语：LittleBigPlanet（PlayStation 3)）》（Media Molecule， 2008）– 虽然它是在PS3上发布的，并且是为Playstation Eye设计的，但可以兼容EyeToy。玩家可以拍照作为游戏内的贴纸贴在墙壁和其他表面上
- 《LMA Manager 2005（英语：LMA Manager）》（Codemasters， 2004）– 玩家可以在游戏内的报纸上看到他们的照片
- 《MLB 2005》
- 《MLB 2006（英语：MLB 2006）》 - 用于创建游戏玩家
- 《MLB '06: The Show（英语：MLB '06: The Show）》
- 《MLB '07: The Show（英语：MLB '07: The Show）》
- 《MLB '08: The Show（英语：MLB '08: The Show）》
- 《MLB '09: The Show（英语：MLB '09: The Show）》
- 《MLB '10: The Show》
- 《MLB '11: The Show》
- 《NBA 07（英语：NBA 07）》
- 《Racing Battle: C1 Grand Prix》（Genki（英语：Genki（company)）， 2005）– 用于捕捉材质图片，在车体油漆界面中用作汽车的外表贴纸。
- SingStar系列（英语：SingStar）（索尼， 2004–2008）– 玩家在唱歌时可以选择看到自己。
- 《模拟人生2》 – 玩家可以给自己拍照，然后把它贴在墙上，或者让他们的模拟市民画出来。
- 《Stuart Little 3: Big Photo Adventure
- 《The Polar Express（英语：The Polar Express（video game)）》（THQ， 2004)
- 《模擬市民2：寵物當家》
- 《The Urbz: Sims in the City（英语：The Urbz: Sims in the City）》（艺电， 2004）–玩家可以把自己的脸放在游戏中的广告牌上
- 《This Is Football 2005》
- 《Tony Hawk's American Wasteland（英语：Tony Hawk's American Wasteland）》（动视）– 用于将玩家的脸导入一个创建的溜冰者。
- 《Tony Hawk's Underground 2（英语：Tony Hawk's Underground 2）》（动视， 2004）– 玩家可以捕捉他们的脸的图像并将其映射到他们的角色上。
- 《YetiSports Arctic Adventures（英语：Yetisports）》（JoWooD娱乐， 2005）– EyeToy多人游戏
- 《Who Wants To Be A Millionaire? Party Edition》（Eidos娱乐，晚于2006）
- 《World Tour Soccer 2006》

## Cameo
《EyeToy: Cameo》软件可以让玩家创建自定义头像。它使用了头部扫描技术，可以扫描玩家头部并创建3D立体模型。可以将模型存储在内存卡中，支持Cameo功能的游戏可以使用这些模型来增加游戏内容。《EyeToy: Cameo》的头部扫描技术由Digimask授权。